# Pont Neuf (Renoir-kép)
A Pont Neuf (Le Pont-Neuf) Pierre-Auguste Renoir festménye, amely a washingtoni National Gallery of Art gyűjteményének része.
Renoir 1872-ben festette a képet Párizs délutáni napfényben fürdő, legrégebbi hídjáról, a Pont Neufről. Öccse, Edmond Renoir, aki ekkor kezdő újságíró volt, egy interjúban elmondta, hogy bátyja megegyezett egy kávézó tulajdonosával, hogy a szórakozóhely emeletén dolgozhat egy napig. Edmond feladata az volt, hogy kérdésekkel megállítson és feltartson egy-egy járókelőt annak érdekében, hogy bátyja le tudja festeni őket. Renoir öccsét is megörökítette, ő a sétapálcás, szalmakalapos alak a kép előterében, középen, illetve a bal oldali járdához közel álló figura.
Amennyiben Renoir valóban egy nap alatt festette meg a képet, feltehető, hogy alaposan rákészült a munkára, és valószínűleg előzetesen felvázolta a kép statikus elemeit, az épületeket és a hidat. 1871 őszén Claude Monet is megfestette a hidat nagyjából ebből a látószögből, az alkotása jóval borúsabb időt és lelkiállapotot mutat.
A festményt a párizsi műkereskedő, Paul Durand-Ruel vásárolta meg az alkotótól 1875. március 24-én, majd Nicolas Auguste Hazard műgyűjtőnek adta tovább. 1919-ben Georges Bernheim tulajdonába került a festmény, majd 1921-ben a clevelandi Ralph M. Coe vásárolta meg. Több amerikai tulajdonos után Paul Mellon műgyűjtő, a washingtoni National Gallery of Art mecénásának testvére, Ailsa Mellon Bruce vette meg 1966 decemberében; az ő hagyatékából került 1970-ben a washingtoni szépművészeti múzeum gyűjteményébe.